# Palais Het Loo
 (février 2025).
Si vous disposez d'ouvrages ou d'articles de référence ou si vous connaissez des sites web de qualité traitant du thème abordé ici, merci de compléter l'article en donnant les références utiles à sa vérifiabilité et en les liant à la section « Notes et références ».
Le palais Het Loo (en néerlandais, paleis Het Loo, prononcé : [paːˈlɛis ɦɛt ˈloː] ; parfois en français le « palais des Bois ») est un palais royal construit entre 1684 et 1686 à Apeldoorn, dans la province de Gueldre aux Pays-Bas.
Le palais a été la résidence de la maison d'Orange-Nassau, du roi Guillaume III dès l'achèvement de la construction, jusqu'à la mort de la reine Wilhelmine en 1962. Les bâtiments ont été rénovés entre 1976 et 1982 pour devenir en 1984, un musée national ouvert au public, exposant en intérieurs originaux, les objets, œuvres et tableaux légués par la famille royale à l'État. Les jardins à la française ont été dessinés par Claude Desgots, neveu d'André Le Nôtre.
Le palais Het Loo est répertorié dans la liste des 100 plus beaux bâtiments historiques des Pays-Bas et est visité par environ 410 000 personnes chaque année, ce qui en fait le 8e musée néerlandais quant à la fréquentation.

## Palais

### Histoire
Le roi Guillaume III achète le terrain de l'ancien château Het Loo à Apeldoorn avec l'ambition d'en construire un bien plus grand, à la hauteur du rayonnement des Pays-Bas au XVIIe siècle, siècle d'or néerlandais. Il conservera l'ancien, construisant son édifice plus près de la ville, étant stathouder.

### Architecture
L'architecture néo-classique baroque néerlandaise du palais évite la grandeur imposante de son modèle versaillais pour adopter celle d'une gentilhommière. Het Loo n'est pas réellement un palais mais une lust hof, une maison de plaisir, une retraite. Le rythme des bâtiments est rompu en une série de pavillons organisés symétriquement autour de l'axe central et évitant toujours le côté massif de Versailles. Ils sont situés entre cour et jardins bien qu'ici, la cour est ornée d'une pelouse, lui donnant un air bourgeois et champêtre, convenant à la philosophie politique du commanditaire, stathouder opposé à l'absolutisme français. Guillaume III confie la décoration intérieure à Daniel Marot.

## Écuries
Les écuries furent construites en même temps que le palais, et exposent de nos jours toutes les voitures utilisées par la famille royale depuis le XVIIe siècle. Elles conservent toujours une architecture néo-classique néerlandaise mais champêtre, étant situées dans la partie boisée du domaine. Les chevaux étaient également utilisés pour la chasse en forêt.

## Jardins
Les jardins, de style baroque, ont été dessinés par Claude Desgots, célèbre jardinier français à la fois neveu et protégé d'André Le Nôtre. Ils sont remplacés, au XVIIIe siècle par des jardins à l'anglaise et restaurés dans leur forme originelle, dans les années 1970. La cour d'honneur reste relativement modeste, composée uniquement de pelouse et d'une fontaine en son milieu. À l'arrière du palais, on trouve un premier jardin à la française, puis vient ensuite un autre jardin, toujours dans le même style, derrière lequel se situe le domaine de la résidence, qui est essentiellement composé de forêts, et où se trouve l'ancien château Het Loo, et la ménagerie historique de nos jours sans animaux.

## Galerie

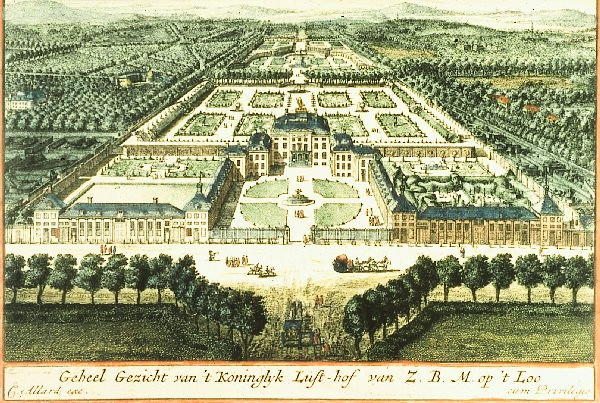
Le palais Het Loo et ses jardins, au début du XVIIIe siècle.
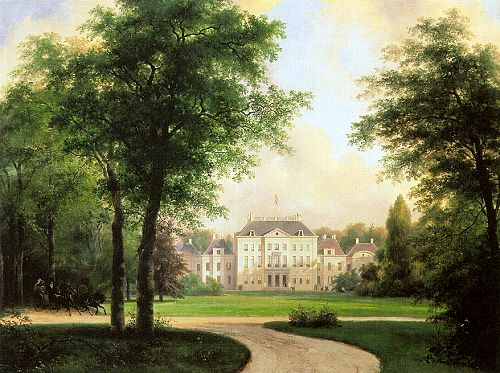
Peinture du palais par Andreas Schelfhout, en 1838.
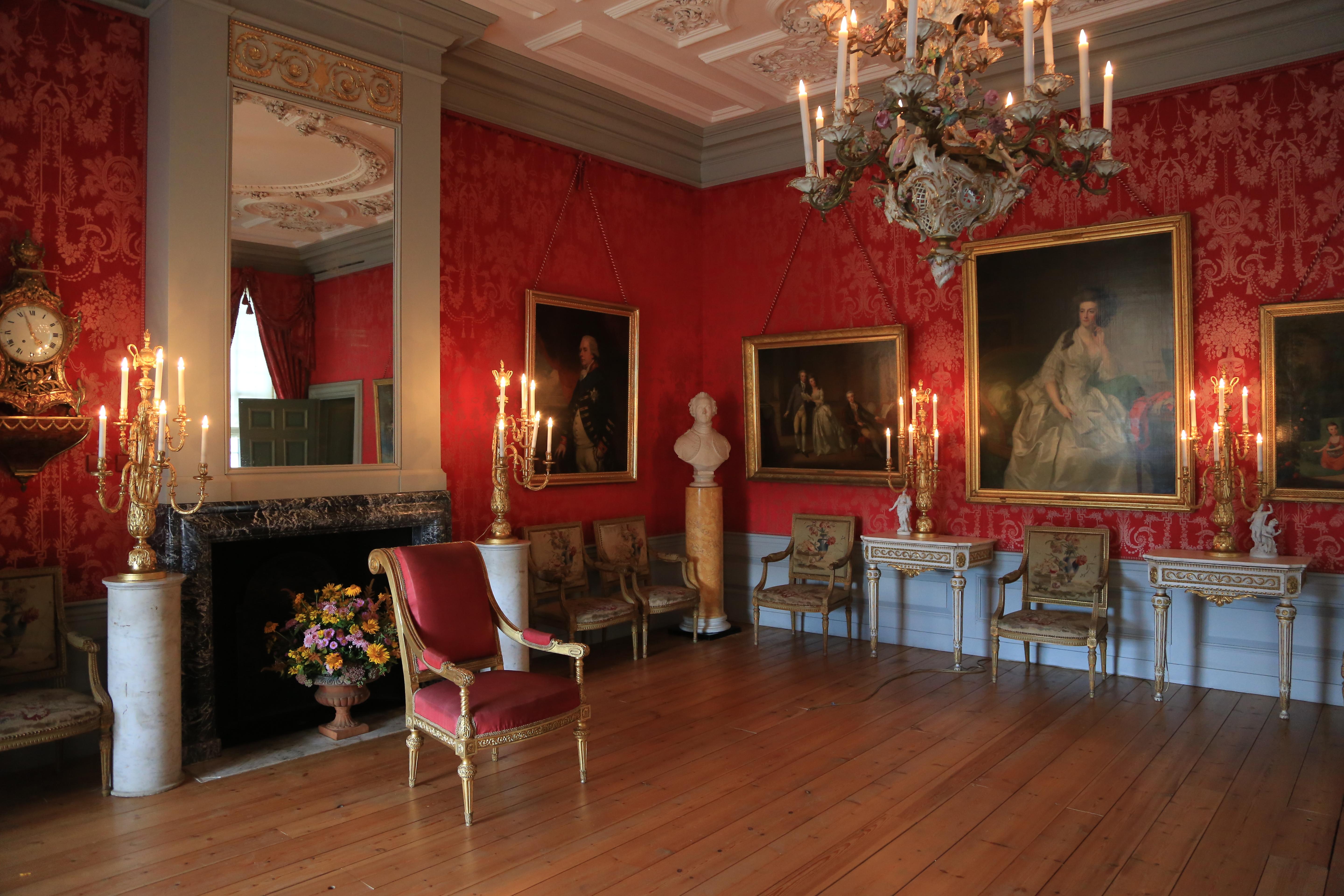
Salle de peinture de Guillaume V d'Orange-Nassau.
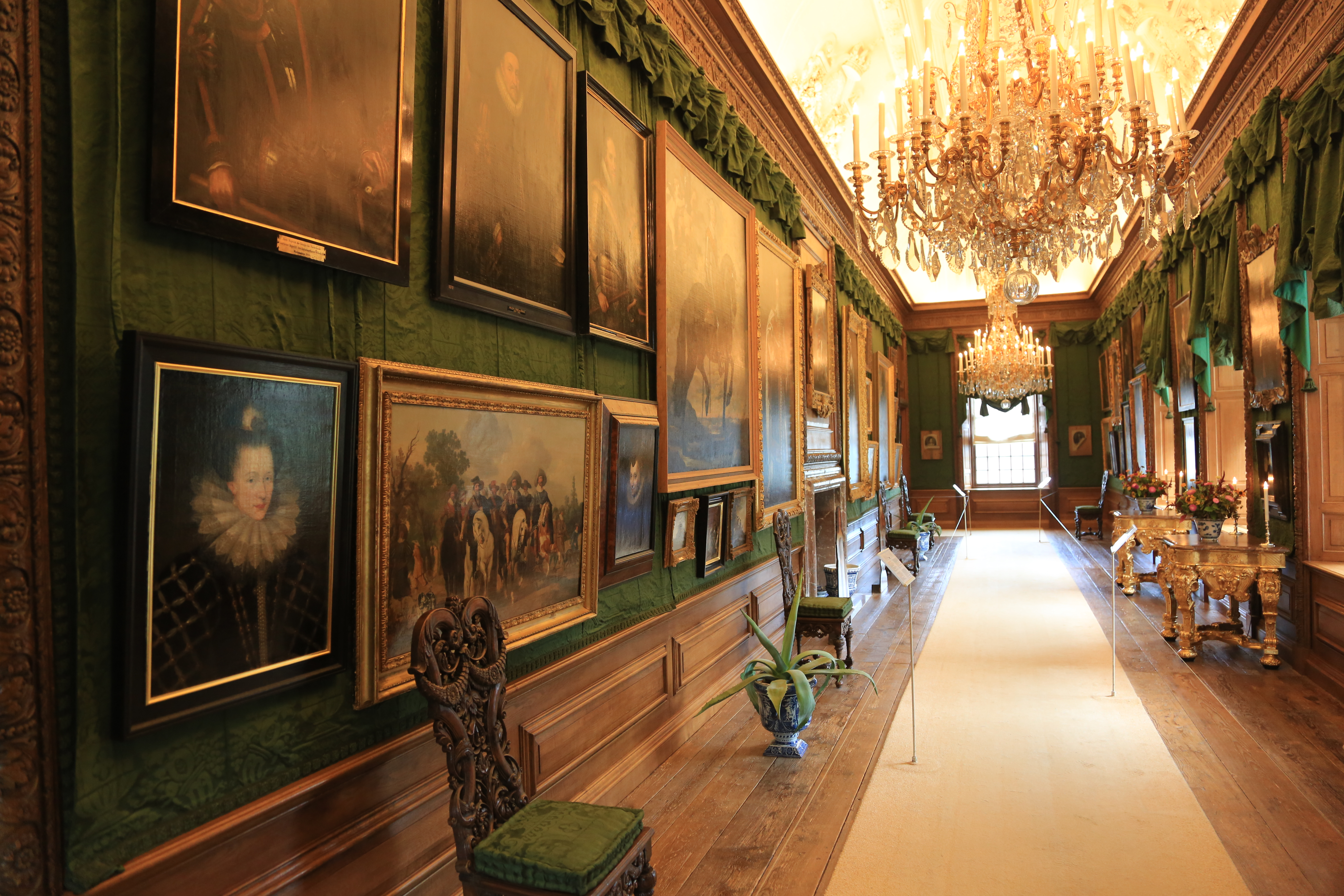
Galerie de peintures du palais.
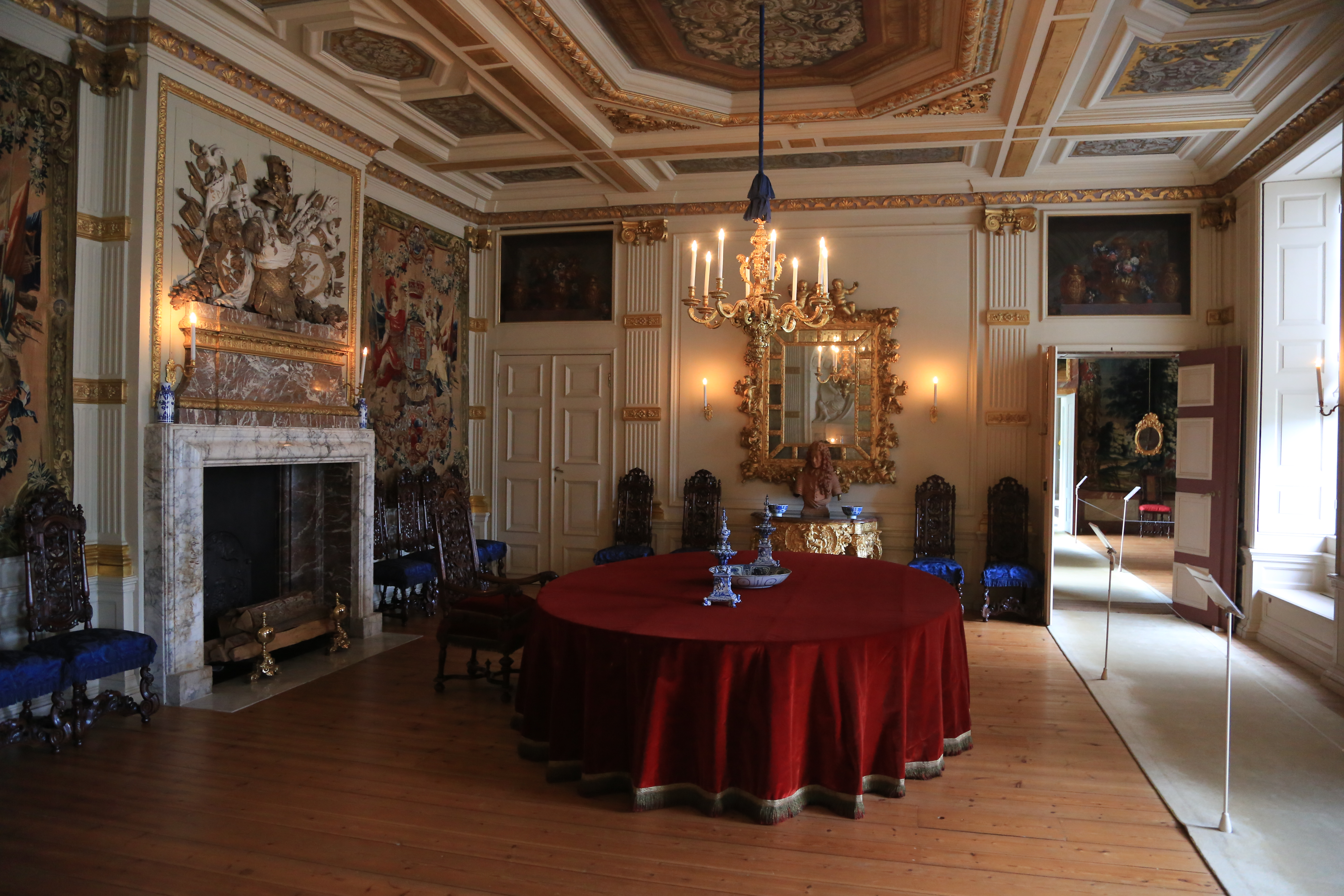
Nouvelle salle à manger.
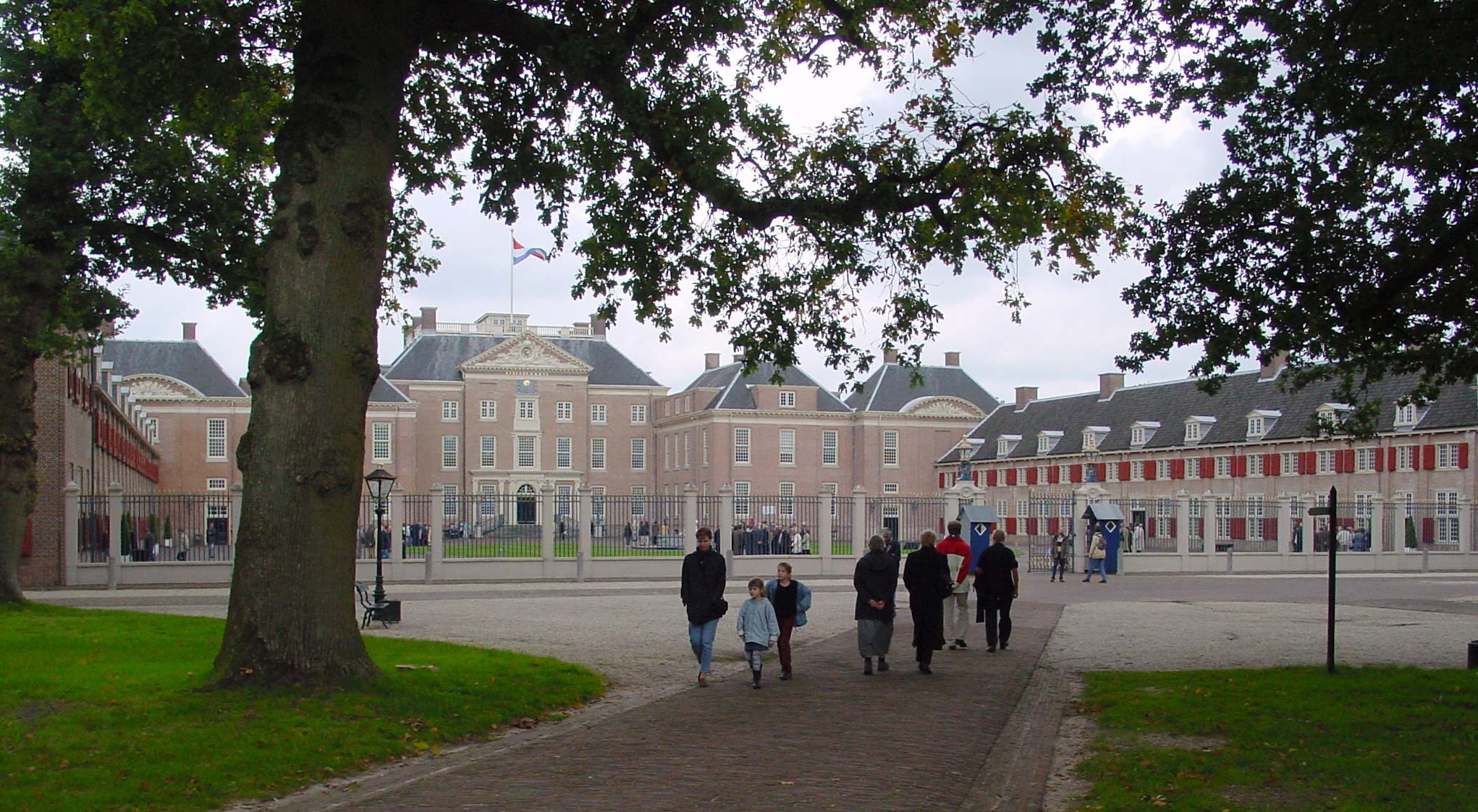
Façade principale du palais, donnant sur la ville.
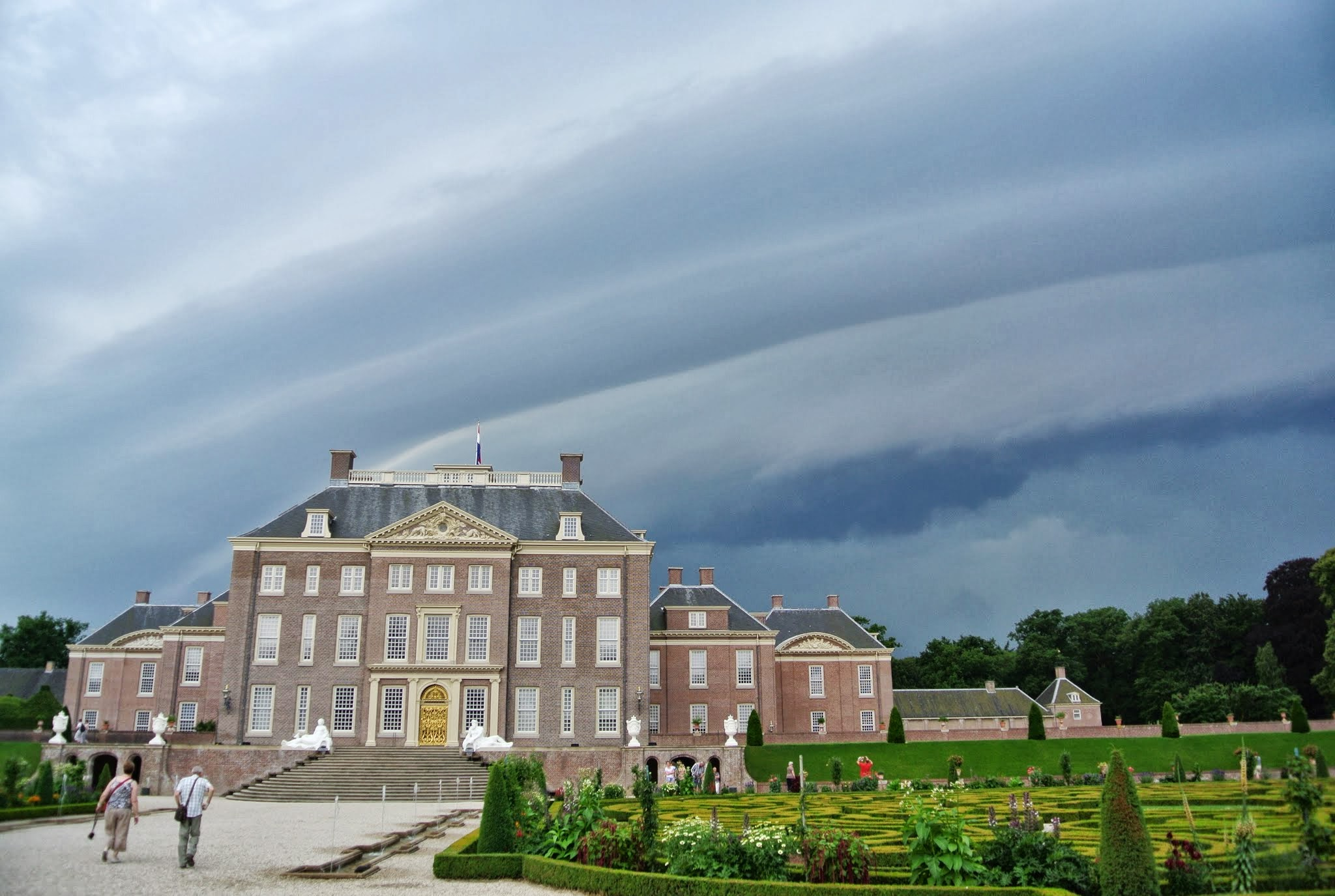
Palais vu des jardins.
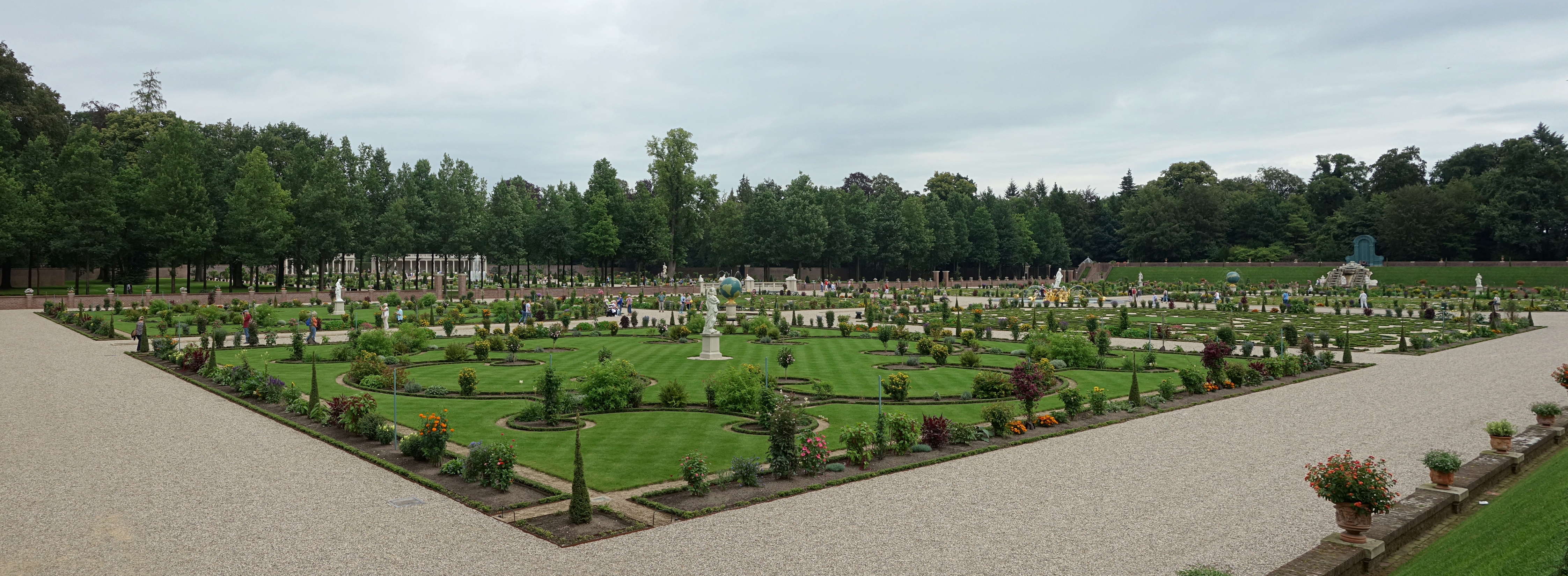
Vue du premier jardin.
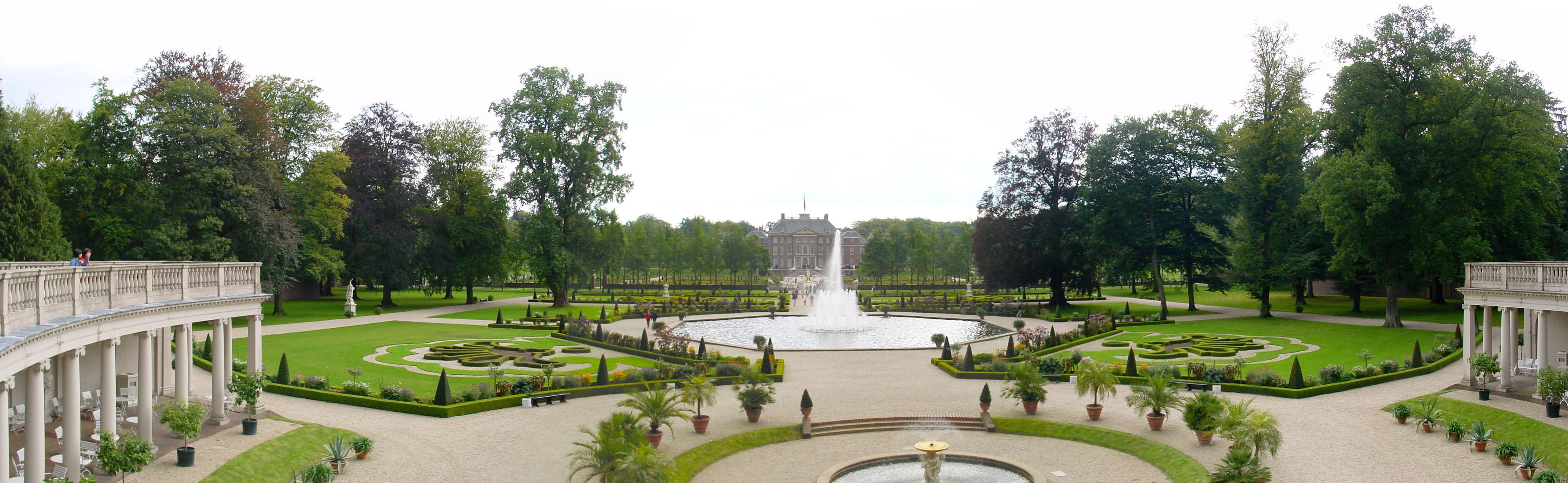
Vue du palais depuis le deuxième jardin.
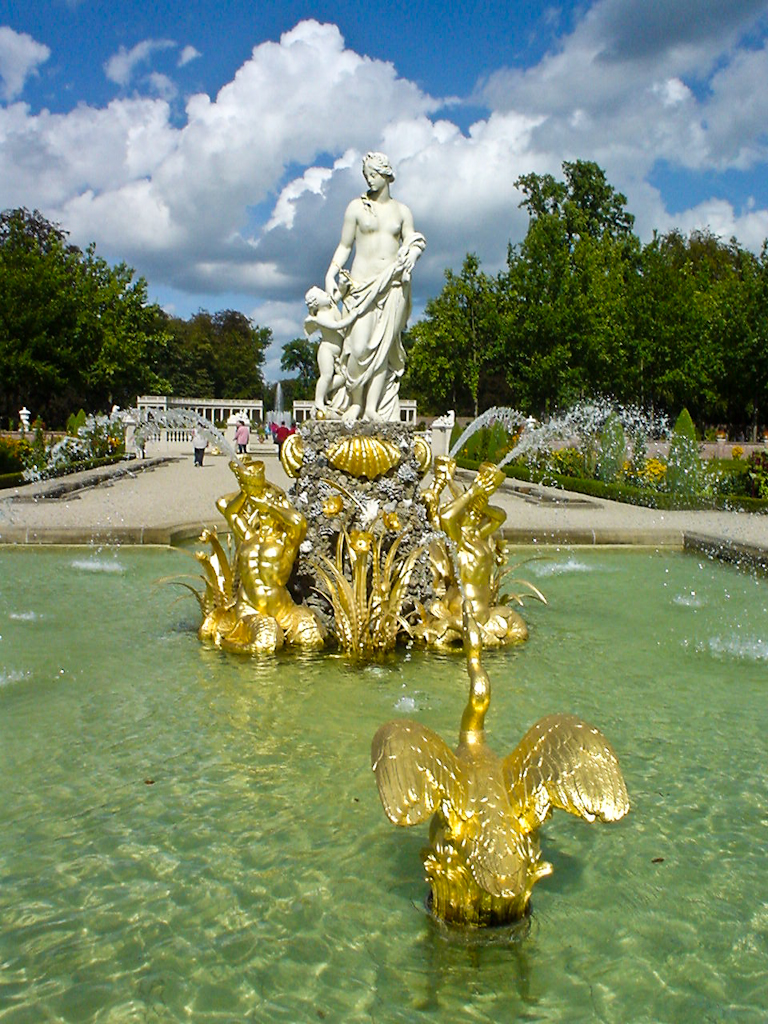
Une fontaine dans le deuxième jardin.
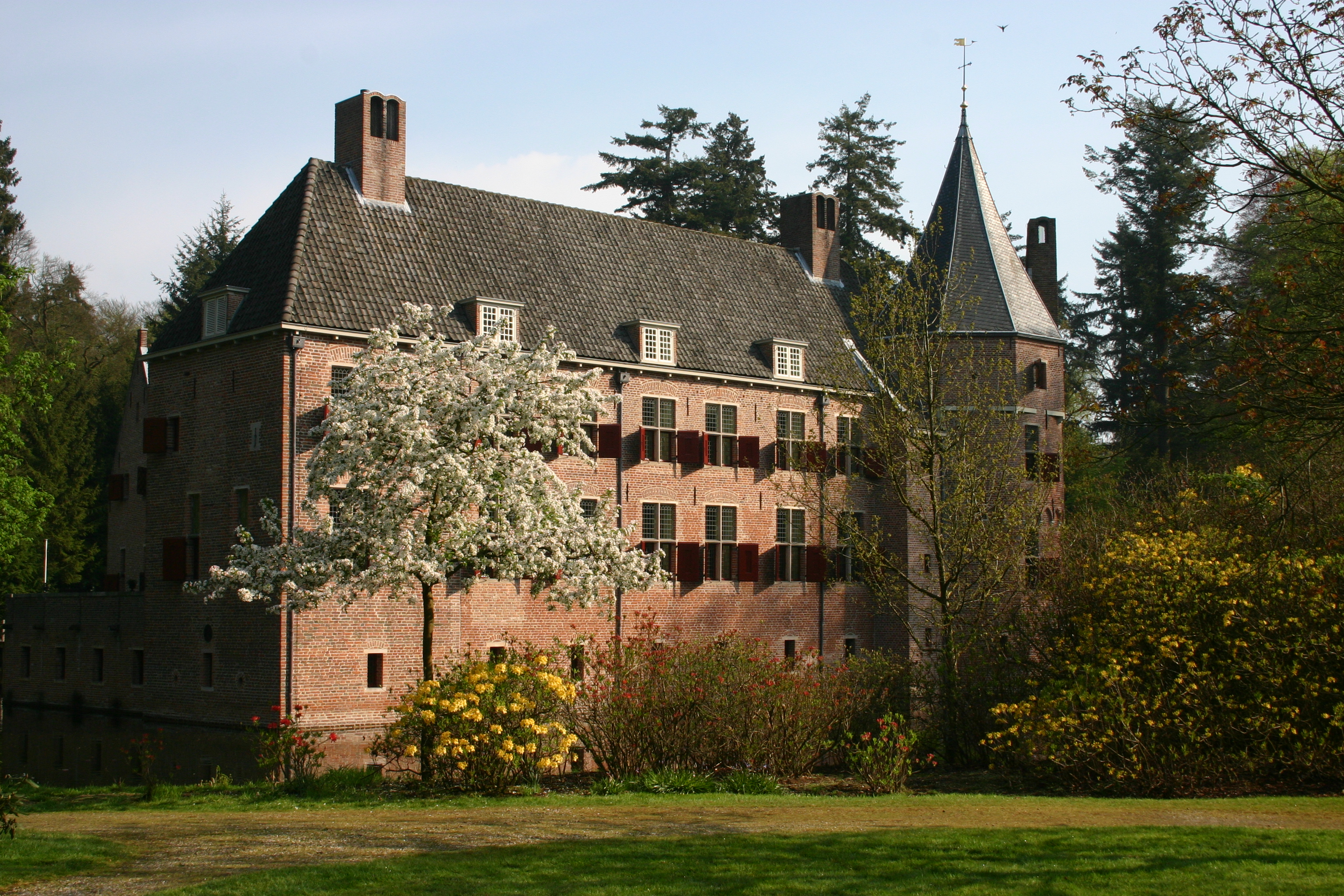
Le vieux château Het Loo, dans le domaine forestier.
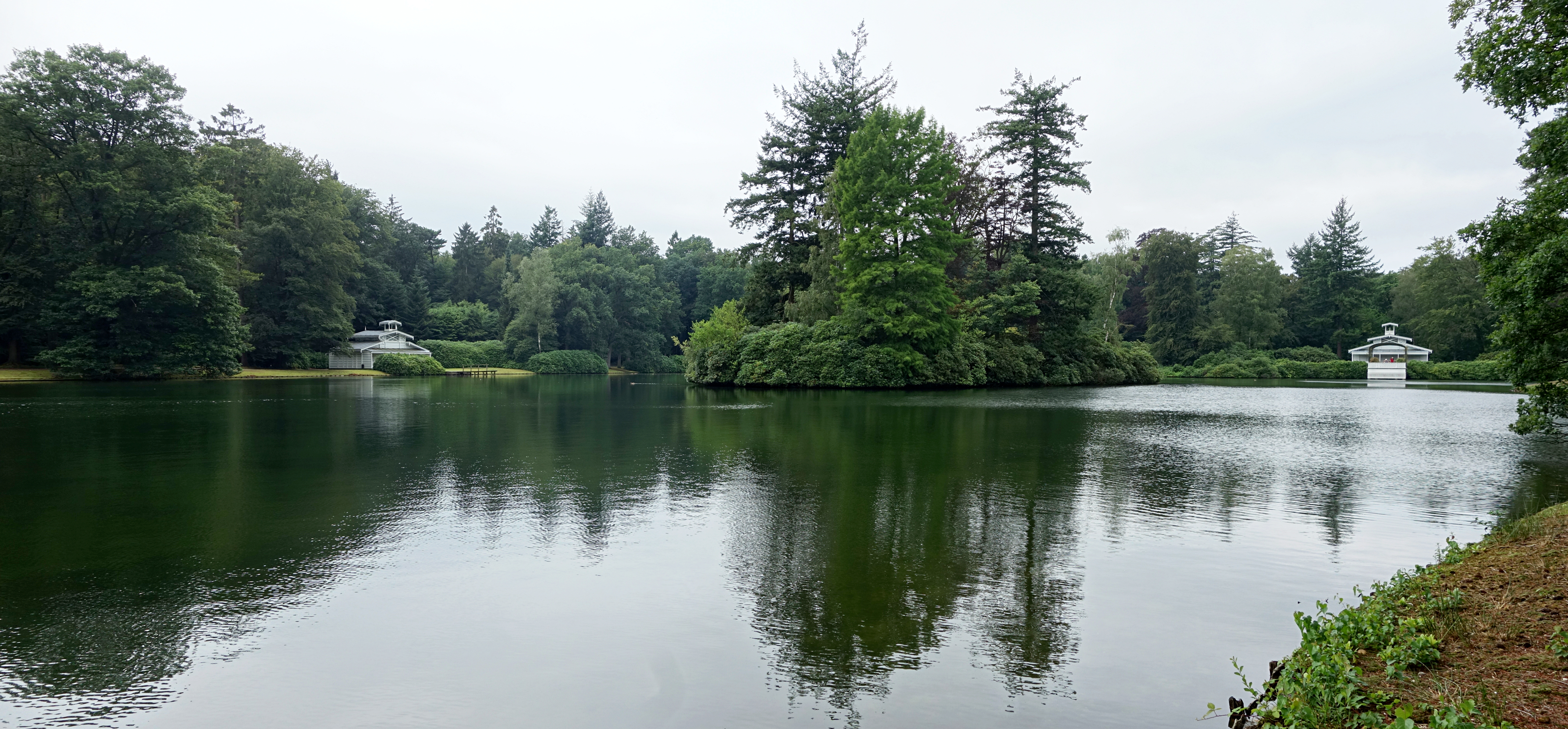
L'étang, dans le domaine forestier.